# El Rincón (Córdoba)
El Rincón es una localidad argentina ubicada en el Departamento Cruz del Eje de la provincia de Córdoba. Se encuentra 5 km al norte de San Marcos Sierras, de la cual depende administrativamente.
En la zona se destacan sus callejones con profusa arboleda.

## Población
Cuenta con 129 habitantes (Indec, 2010), lo que representa un incremento del 89% frente a los 68 habitantes (Indec, 2001) del censo anterior.
| Gráfica de evolución demográfica de El Rincón entre 1991 y 2010 |
|                                                                 |
| Fuente: Censos nacionales del INDEC                             |